# Rosepine
Rosepine és una població dels Estats Units a l'estat de Louisiana. Segons el cens del 2000 tenia 1.390 habitants.

## Demografia
Segons el cens del 2000, Rosepine tenia 1.390 habitants, 498 habitatges, i 355 famílies. La densitat de població era de 240,7 habitants/km².
Dels 498 habitatges en un 38,8% hi vivien nens de menys de 18 anys, en un 53,4% hi vivien parelles casades, en un 14,9% dones solteres, i en un 28,7% no eren unitats familiars. En el 24,9% dels habitatges hi vivien persones soles el 9% de les quals corresponia a persones de 65 anys o més que vivien soles. El nombre mitjà de persones vivint en cada habitatge era de 2,61 i el nombre mitjà de persones que vivien en cada família era de 3,13.
Per edats la població es repartia de la següent manera: un 27,6% tenia menys de 18 anys, un 11,4% entre 18 i 24, un 28,1% entre 25 i 44, un 18% de 45 a 60 i un 15% 65 anys o més.
L'edat mediana era de 34 anys. Per cada 100 dones de 18 o més anys hi havia 91,1 homes.
La renda mediana per habitatge era de 30.063 $ i la renda mediana per família de 32.778 $. Els homes tenien una renda mediana de 28.988 $ mentre que les dones 23.958 $. La renda per capita de la població era de 13.101 $. Entorn del 15,9% de les famílies i el 19,8% de la població estaven per davall del llindar de pobresa.

## Poblacions més properes
El següent diagrama mostra les poblacions més properes.